# Alfredo Valenzuela Puelma
Alfredo Valenzuela Puelma, né le 8 février 1856 à Valparaíso et mort le 27 octobre 1909 à Villejuif en France, est l’un des peintres les plus connus du Chili, étant l’un des quatre artistes connus sous le nom de « Grands maîtres de la peinture chilienne (es) » (avec Pedro Lira Rencoret, Juan Francisco González et Alberto Valenzuela Llanos (en)). 

## Biographie

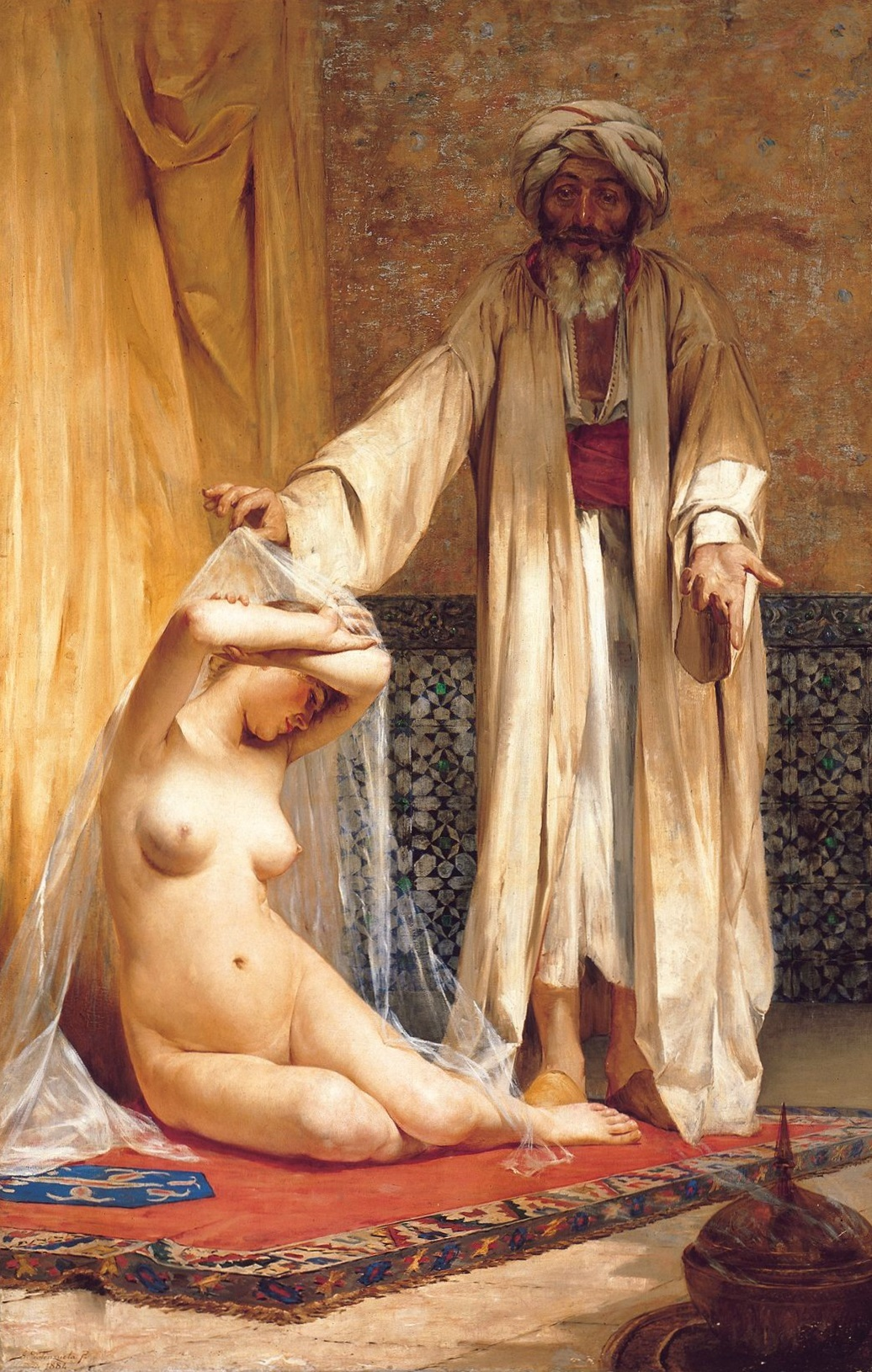
La perla del mercader (La perle du marchand) (1884). Une des fascinations de Puelma était le monde oriental et les terres exotiques. "La Perle du Marchand" en est un bel exemple. Le travail se trouve maintenant au Musée national des beaux-arts du Chili et est l'une des œuvres les plus connues de Puelma.

Alfredo Valenzuela Puelma naît le 8 février 1856 à Valparaíso.
Alfredo montre un talent et un intérêt pour l'art dès son plus jeune âge. À l'âge de douze ans, il commence à fréquenter l'Académie des Beaux-Arts où il apprend auprès d'Ernesto Kirchbach et Juan Mochi. Pendant les premières années, il combine la formation artistique avec l'étude de la médecine. 
Entre 1881 et 1885, il obtient une bourse du gouvernement chilien pour poursuivre ses études d'art à l'atelier de Benjamin Constant à Paris. Il suit également des cours d'anatomie à la Sorbonne, où il entre en contact avec des mouvements qui vont révolutionner l'histoire de l'art, à l'instar de l'école Manet. Cependant, c'est le travail des maîtres espagnols qu'il copie au Louvre qui le marque le plus et qui a le plus d'influence sur son style. 
En 1887, pour la deuxième fois, il gagne une bourse pour étudier à Paris cette fois-ci dans l'atelier de Jean Paul Laurens. Pendant ses études en France et à son retour au Chili, il présente ses œuvres à la plupart des galeries d'art et concours d'art de Santiago et il remporte des prix à plusieurs reprises. Au cours de la dernière décennie du XIXe siècle, alors qu'il vit à Valparaíso, il joue un rôle actif en tant qu'administrateur au Théâtre La Victoria, en plus de gérer des expositions artistiques. 
Valenzuela Puelma fait son dernier voyage en France en 1907 et ne revient jamais au Chili. Il souffre d'une dépression et d'une maladie mentale persistantes qui le laisse sans ressources et qui le conduit finalement à sa mort à l'âge de 53 ans. Sa dépouille est ensuite rapatriée au Chili et honorée lors d'une grande cérémonie qui se tient dans la grande salle du Musée national des beaux-arts. 
Bien que Valenzuela Puelma ne se consacrait pas formellement à l'enseignement, ses élèves comprenaient entre autres les peintres Alfredo Helsby et Eucarpio Espinosa, ce qui explique pourquoi le critique et historien Antonio Romera l'inclut dans le groupe des grands maîtres de la peinture chilienne

## Style

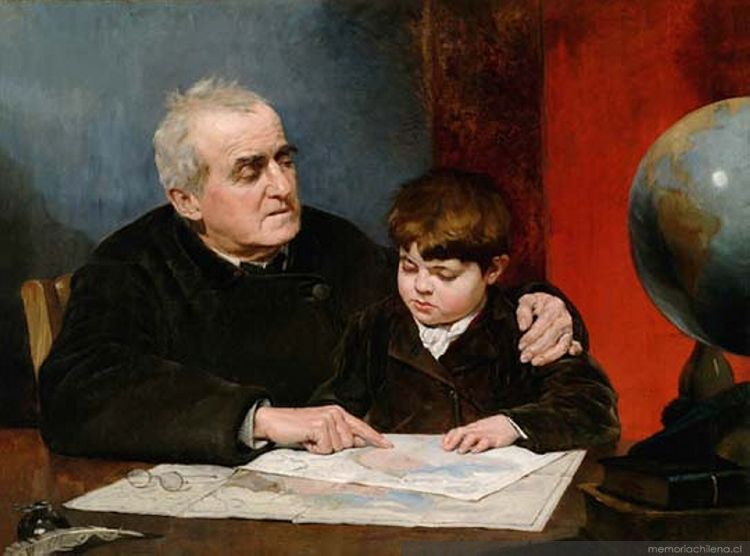
"La lección de geografía" (Leçon de géographie). Le peintre a suivi les règles de l'Académie chilienne de très près pendant une grande partie de sa vie. Plusieurs historiens l'ont décrit comme un parfait exemple du style formel de l'Académie, bien que Puelma aimait peindre des scènes de la vie quotidienne, comme on peut le voir dans cet ouvrage.

Valenzuela Puelma a développé avec succès une technique réaliste basée sur le canon de l'art académique. Tout au long de sa carrière productive, il a travaillé à l'huile et peint des sujets très divers, tels que des paysages, des intérieurs, des portraits, des natures mortes et surtout des nus. Il s'agit notamment de "La Perla del Mercader" (La Perle du Marchand), l'une des peintures les plus populaires dans le monde de l'art chilien. Il est également connu pour son penchant pour les motifs arabes, reflétant l'influence de son professeur Constant. 

## Prix et distinctions
- 1877 - Première place, Salon officiel, Santiago, Chili.
- 1878 - Première et deuxième places, Salón Oficial, Santiago, Chili.
- 1880 - Première place, Salon officiel, Santiago, Chili.
- 1884 - Première place, Salon officiel, Santiago, Chili.
- 1889 - mention honorable, Salon de Paris, France.
- 1890 - Troisième place, Salón de Otoño, Madrid, Espagne.
- 1892 - Prix Marcos Maturana, Salon officiel, Santiago, Chili.
- 1892 - Prix Edwards, Salon officiel, Santiago, Chili.
- 1896 - Première place, Exposición Municipal de Valparaíso, Chili.
- 1899 - Prix Edwards, Salon officiel, Santiago, Chili.
- 1901 - Troisième place, Buffalo Exhibition, États-Unis .
- 1903 - Prix Edwards, Salon officiel, Santiago, Chili.
- 1929 - Troisième place, Exposition ibéro-américaine de 1929, Espagne

## Liste d'œuvres

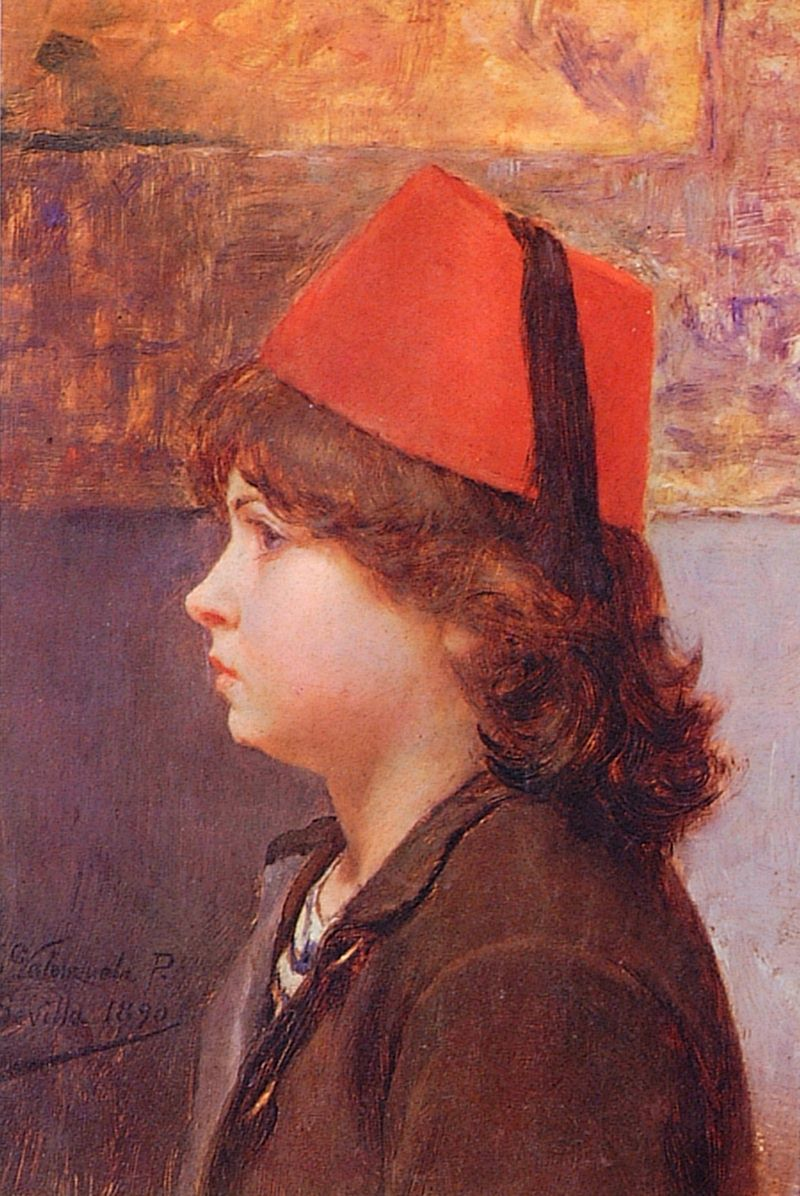
El niño del fez (garçon de Fès).
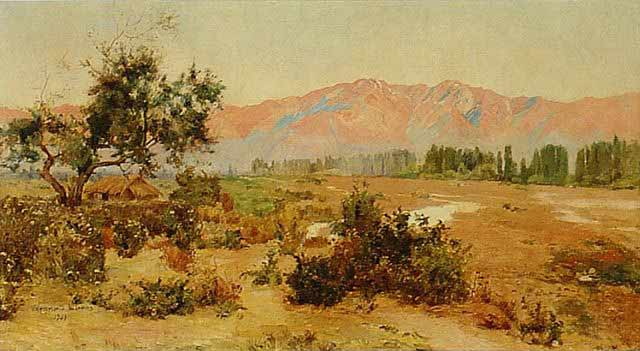
Paisaje (Paysage).
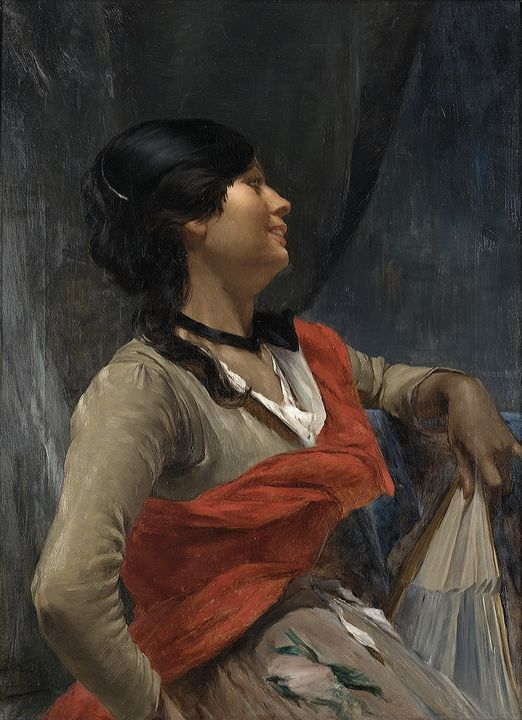
La sevillana (femme sévillane).
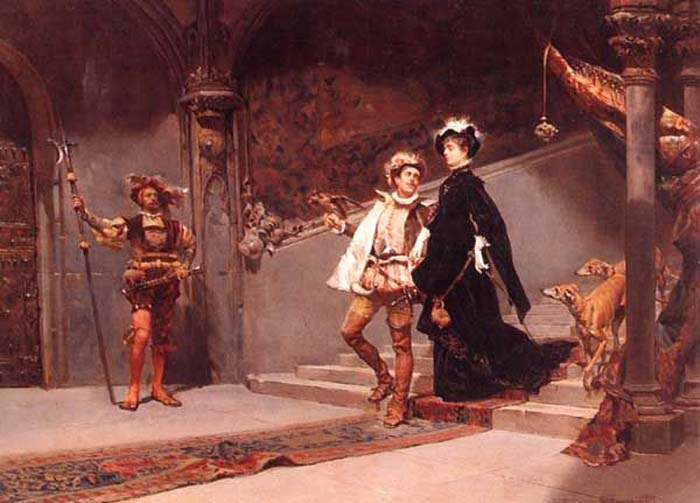
Saliendo de caza (chasse à la chasse).
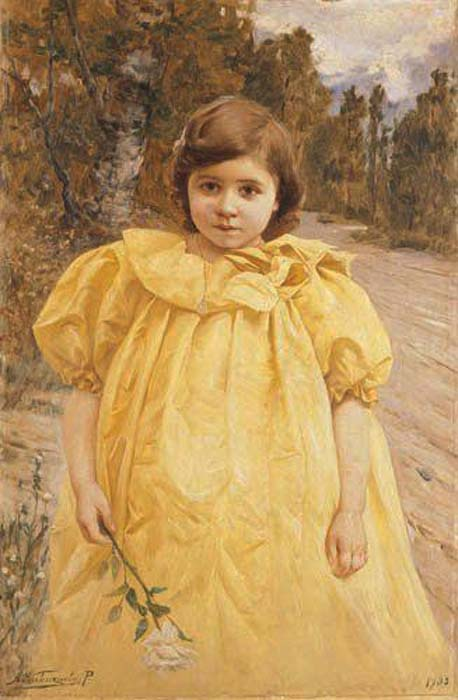
Niña con vestido amarillo (fille en robe jaune).
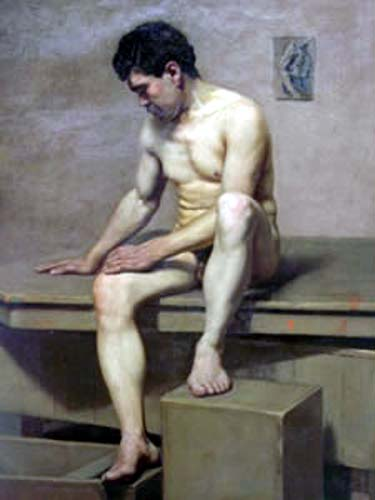
Desnudo masculino (nu masculin).
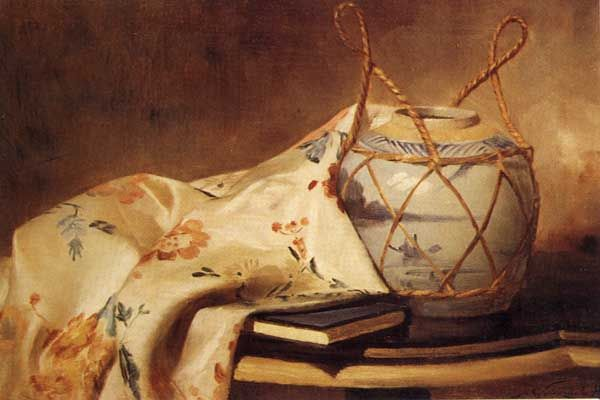
Jarrón y manta sevillana (vase et couverture sévillans).
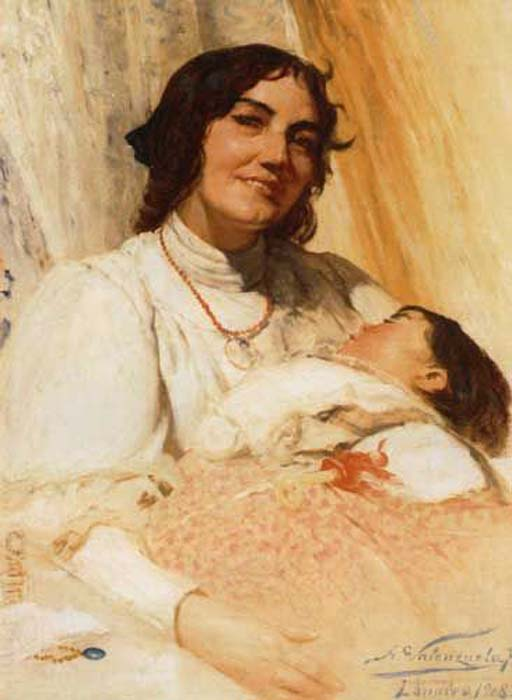
La mamá feliz (l'heureuse mère).
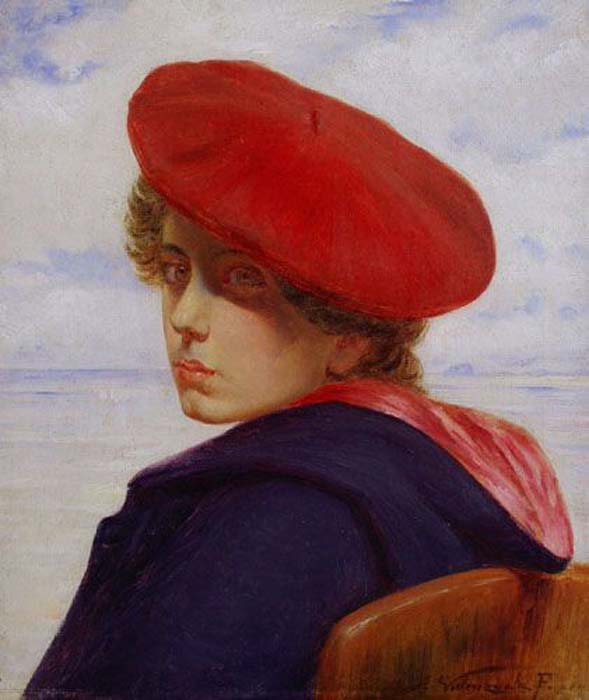
El pequeño almirante (petit amiral).
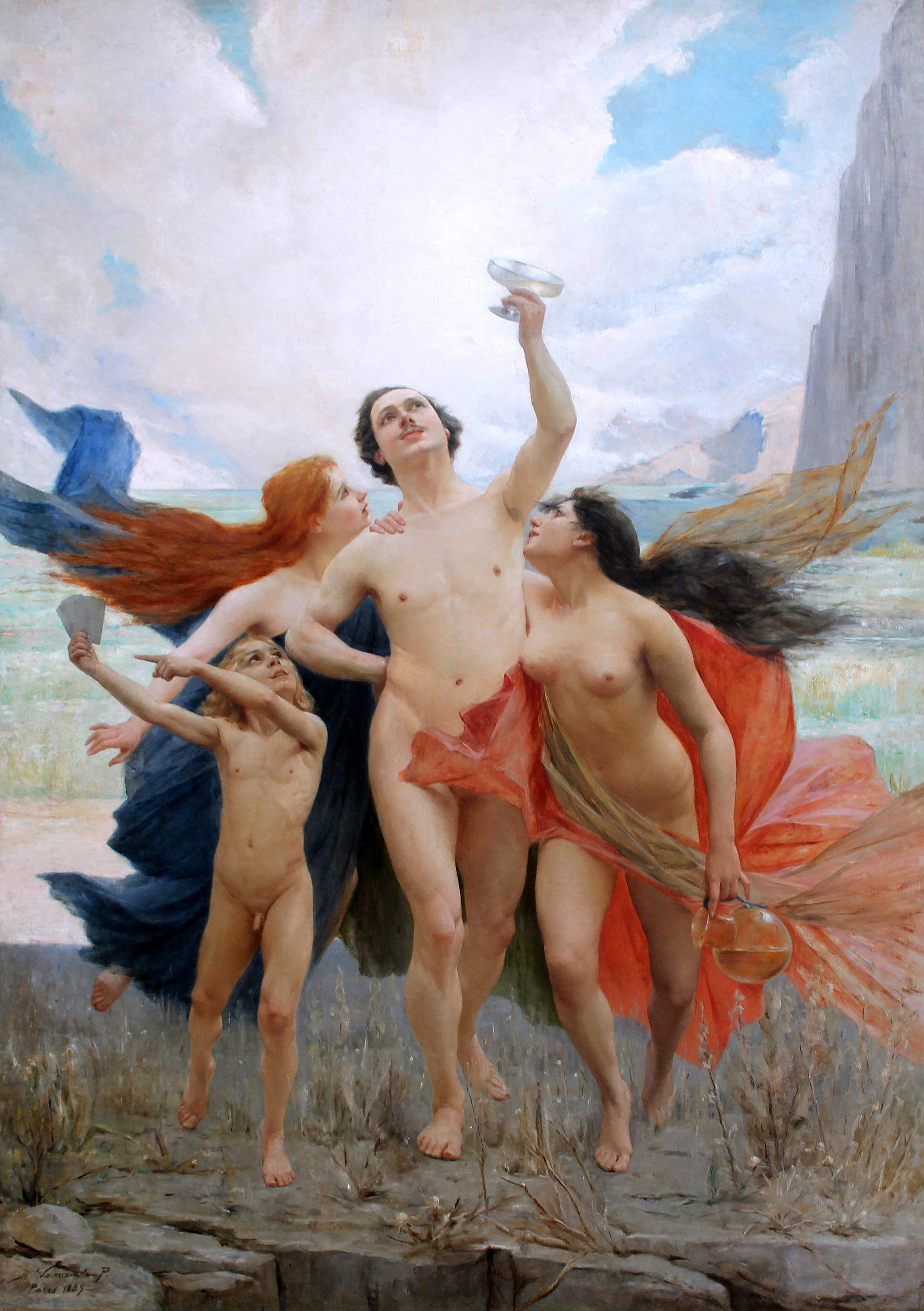
La juventud tentada por los vicios (Jeunes tentés par les vices).
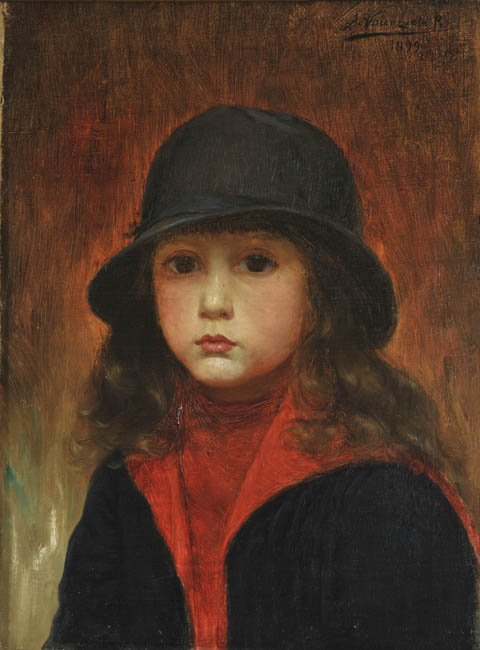
Mi hijo Rafael (mon fils Rafael).